# Deutsche Leichtathletik-Meisterschaften 1991/Resultate
Der Hauptteil der Wettbewerbe bei den 91. Deutschen Leichtathletik-Meisterschaften wurde vom 26. bis zum 28. Juli 1991 im Niedersachsenstadion in Hannover ausgetragen.
In der hier vorliegenden Auflistung werden die in den verschiedenen Wettbewerben jeweils ersten acht platzierten Leichtathletinnen und Leichtathleten aufgeführt. Eine Übersicht mit den Medaillengewinnerinnen und -gewinnern und einigen Anmerkungen zu den Meisterschaften findet sich unter dem Link Deutsche Leichtathletik-Meisterschaften 1991.
Wie immer gab es zahlreiche Disziplinen, die zu anderen Terminen an anderen Orten stattfanden – in den folgenden Übersichten jeweils konkret benannt.

## Meisterschaftsresultate Männer

### 100 m
| Platz | Athlet, Verein                            | Zeit (s) |
| ----- | ----------------------------------------- | -------- |
| 1     | Steffen Bringmann (MTG Mannheim)          | 10,42    |
| 2     | Steffen Görmer (SV Halle)                 | 10,52    |
| 3     | Volker Westhagemann (LG Olympia Dortmund) | 10,56    |
| 4     | Dietmar Schulte (TV Wattenscheid 01)      | 10,57    |
| 5     | Frank Emmelmann (SC Magdeburg)            | 10,58    |
| 6     | Oliver Schmidt (SCC Berlin)               | 10,61    |
| 7     | Steffen Schwabe (SC DHfK Leipzig)         | 10,66    |
| 8     | Andreas Specht (LG Bünde/Löhne)           | 10,69    |

Datum: 27. Juli
Wind: +0,2 m/s

### 200 m
| Platz | Athlet, Verein                             | Zeit (s) |
| ----- | ------------------------------------------ | -------- |
| 1     | Michael Huke (TV Wattenscheid 01)          | 20,69    |
| 2     | Marcus Skupin-Alfa (VfL Sindelfingen)      | 20,91    |
| 3     | Peter Klein (SV Salamander Kornwestheim)   | 21,01    |
| 4     | Stephan Schütz (LG Sieg)                   | 21,15    |
| 5     | Michael Schwab (VfL Sindelfingen)          | 21,17    |
| 6     | Wolfgang Haupt (LG Bayer Leverkusen)       | 21,21    |
| 7     | Jan Lillie (SV Union Groß-Ilsede)          | 21,24    |
| 8     | Johannes Wischerhoff (LG Bayer Leverkusen) | 21,66    |

Datum: 28. Juli
Wind: +0,5 m/s

### 400 m
| Platz | Athlet, Verein                          | Zeit (s) |
| ----- | --------------------------------------- | -------- |
| 1     | Jens Carlowitz (SC Chemnitz)            | 45,49    |
| 2     | Norbert Dobeleit (TV Wattenscheid 01)   | 45,97    |
| 3     | Rico Lieder (Chemnitzer SC)             | 46,38    |
| 4     | Kai Karsten (LG Braunschweig)           | 46,64    |
| 5     | Klaus-Christian Weigelt (ASV Köln)      | 47,73    |
| DNF   | Ralf Lübke (LG Bayer Leverkusen)        |          |
| DSQ   | Klaus Just (SV Salamander Kornwestheim) |          |

Datum: 27. Juli

### 800 m
| Platz | Athlet, Verein                        | Zeit (min) |
| ----- | ------------------------------------- | ---------- |
| 1     | Joachim Dehmel (SpVgg. Feuerbach)     | 1:47,85    |
| 2     | Mark Eplinius (SCC Berlin)            | 1:48,29    |
| 3     | Mike Kemsies (SCC Berlin)             | 1:48,58    |
| 4     | Marco Reinert (OSC Potsdam)           | 1:48,76    |
| 5     | Harald Piendl (MTV Ingolstadt)        | 1:48,79    |
| 6     | Jussi Udelhoven (LG Bayer Leverkusen) | 1:48,93    |
| 7     | Alexander Adam (ASV Köln)             | 1:49,17    |
| 8     | John-Henry May (SCC Berlin)           | 1:49,49    |

Datum: 28. Juli

### 1500 m
| Platz | Athlet, Verein                       | Zeit (min) |
| ----- | ------------------------------------ | ---------- |
| 1     | Jens-Peter Herold (SCC Berlin)       | 3:42,72    |
| 2     | Jörg Haas (LG Offenburg)             | 3:43,66    |
| 3     | Andreas Rettig (LC Rehlingen)        | 3:44,34    |
| 4     | Rainer Sudau (SCC Berlin)            | 3:44,55    |
| 5     | Christoph Meyer (Bremer TS Neustadt) | 3:45,07    |
| 6     | Michael Busch (PSV Grün-Weiß Kassel) | 3:45,19    |
| 7     | Rüdiger Stenzel (TV Wattenscheid 01) | 3:46,52    |
| 8     | Mirko Döring (Schweriner SC)         | 3:46,53    |

Datum: 27. Juli

### 5000 m
| Platz | Athlet, Verein                                | Zeit (min) |
| ----- | --------------------------------------------- | ---------- |
| 1     | Dieter Baumann (LG Bayer Leverkusen)          | 13:40,06   |
| 2     | Jens Karraß (SCC Berlin)                      | 13:56,45   |
| 3     | Klaus Peter Nabein (LAC Quelle Fürth/München) | 13:56,80   |
| 4     | Kurt Stenzel (ASC Darmstadt)                  | 13:57,14   |
| 5     | Martin Bremer (LG Bayer Leverkusen)           | 14:02,43   |
| 6     | Markus Neukirch (SV Saar 05 Saarbrücken)      | 14:04,47   |
| 7     | Stefan Jäger (SV Salamander Kornwestheim)     | 14:10,09   |
| 8     | Peter Könnicke (SCC Berlin)                   | 14:12,52   |

Datum: 28. Juli

### 10.000 m
| Platz | Athlet, Verein                               | Zeit (min) |
| ----- | -------------------------------------------- | ---------- |
| 1     | Jens Karraß (SCC Berlin)                     | 28:15,28   |
| 2     | Stéphane Franke (SV Salamander Kornwestheim) | 28:26,86   |
| 3     | Carsten Eich (SC DHfK Leipzig)               | 28:32,62   |
| 4     | Stefan Jäger (SV Salamander Kornwestheim)    | 28:35,61   |
| 5     | Steffen Dittmann (Racing-Club Berlin)        | 28:38,43   |
| 6     | Michael Heilmann (Racing-Club Berlin)        | 28:55,25   |
| 7     | Konrad Dobler (SVO Germaringen)              | 28:57,06   |
| 8     | Alexander Gunkel (SV Saar 05 Saarbrücken)    | 29:01,61   |

Datum: 5. Juni
fand in Potsdam statt
Dieser Wettbewerb wurde nach längerer Zeit wieder ausgelagert und nicht am Meisterschafts-Hauptort ausgetragen.

### 25-km-Straßenlauf
| Platz | Athlet, Verein                           | Zeit (h) |
| ----- | ---------------------------------------- | -------- |
| 1     | Rainer Wachenbrunner (Berliner SC)       | 1:17:31  |
| 2     | Werner Schildhauer (LG Olympia Dortmund) | 1:17:33  |
| 3     | Kurt Stenzel (ASC Darmstadt)             | 1:18:00  |
| 4     | Thomas Ertl (TSV Burghaslach)            | 1:18:45  |
| 5     | Guido Dold (VfL Sindelfingen)            | 1:19:28  |
| 6     | Uwe Honsdorf (TSV Ley Koblenz)           | 1:19:43  |
| 7     | Edmund Kaul (LG Andernach-Neuwied)       | 1:19:43  |
| 8     | Eike Loch (LAC Quelle Fürth/München)     | 1:19:53  |

Datum: 21. September
fand in Offenbach / Pfalz statt

### 25-km-Straßenlauf, Mannschaftswertung
| Platz | Verein, Besetzung                                                            | Zeit (h) |
| ----- | ---------------------------------------------------------------------------- | -------- |
| 1     | LC Euskirchen (Heinz-Bernd Bürger, Frank Kase, Sven Wille)                   | 4:01:03  |
| 2     | LAC Quelle Fürth/München (Eike Loch, Udo Reeh, Alexander Schatz)             | 4:03:43  |
| 3     | LG Olympia Dortmund (Werner Schildhauer, Jens Wilky, Jörg Valentin)          | 4:04:28  |
| 4     | LG Frankfurt (Hans Pfisterer, Helmut Marenholz, Rainer Hilt)                 | 4:08:13  |
| 5     | SV Saar 05 Saarbrücken (Alexander Gunkel, Alfred Knickenberg, Markus Riefer) | 4:09:52  |
| 6     | OSC Berlin (Martin Mielich, Klaus Goldammer, Martin Mogilka)                 | 4:09:58  |
| 7     | ASC Darmstadt (Kurt Stenzel, Kurt Oestreich, H.Stenzel)                      | 4:10:28  |
| 8     | LTF Marpingen (Rainer Müller, Volker Becker-Wirbel, Dieter Burkhardt)        | 4:12:50  |

Datum: 21. September
fand in Offenbach / Pfalz statt

### Marathon
| Platz | Athlet, Verein                                 | Zeit (h) |
| ----- | ---------------------------------------------- | -------- |
| 1     | Thomas Ertl (TSV Burghaslach)                  | 2:20:30  |
| 2     | Hans Pfisterer (LG Frankfurt)                  | 2:20:35  |
| 3     | Stefan Paul (VfL Sindelfingen)                 | 2:21:04  |
| 4     | Markus Keller (Post Jahn Freiburg)             | 2:22:04  |
| 5     | Steffen Kosuch (LG Regensburg)                 | 2:24:01  |
| 6     | Martin Aschenbrenner (Neuköllner Sportfreunde) | 2:25:12  |
| 7     | Michael Markowiak (Neuköllner Sportfreunde)    | 2:25:34  |
| 8     | Wolfgang Münzel (LG Frankfurt)                 | 2:25:44  |

Datum: 27. April
fand in Oelde statt

### Marathon, Mannschaftswertung
| Platz | Verein, Besetzung                                                                      | Zeit (h) |
| ----- | -------------------------------------------------------------------------------------- | -------- |
| 1     | LG Frankfurt (Hans Pfisterer, Wolfgang Münzel, Volker Isigkeit)                        | 7:14:24  |
| 2     | LG Braunschweig (Michael Sens, Volker Krajenski, Dieter Göhl)                          | 7:24:10  |
| 3     | TSV Burghaslach (Thomas Ertl, Rainer Mühlberg, Alfredo Blasel)                         | 7:29:49  |
| 4     | LTF Marpingen (Jürgen Fischer, Wolfgang Koch, Dieter Burkhardt)                        | 7:33:34  |
| 5     | DJK Elmar Kohlscheid (Rainer Kleinfeld, Ralf Nowak, Wolfgang Nowak)                    | 7:45:42  |
| 6     | LG Burg Wiedenbrück (Volker Kathöfer, Martin Masjosthusmann, Heinz-Hermann Engelmeier) | 7:54:11  |
| 7     | SC Herford (Jürgen Marks, Heinrich Vollbracht, Dieter Bredemeyer)                      | 8:01:12  |
| 8     | LAG Gettorf/Rieseby (Manfred Tietje, Frank Hansen, Fred Wehrsig)                       | 8:12:20  |

Datum: 27. April
fand in Oelde statt

### 100-km-Straßenlauf
| Platz | Athlet, Verein                         | Zeit (h) |
| ----- | -------------------------------------- | -------- |
| 1     | Heinz Hüglin (LV Ettenheim)            | 6:43:51  |
| 2     | Volker Becker-Wirbel (LTF Marpingen)   | 6:46:01  |
| 3     | Dietmar Knies (USC Leipzig)            | 6:49:18  |
| 4     | Josef Schneider (LG Ruhpolding-Bergen) | 6:56:22  |
| 5     | Hartmut Häber (Triathlon Hub/Nürnberg) | 7:07:01  |
| 6     | Burkhard Lennartz (ASV Sankt Augustin) | 7:11:03  |
| 7     | Dietmar Veith (DJK Elmar Kohlscheid)   | 7:12:06  |
| 8     | Ernst Brüssel (AC Waldniel)            | 7:13:47  |

Datum: 12. Oktober
fand in Scheeßel statt

### 100-km-Straßenlauf, Mannschaftswertung
| Platz | Verein, Besetzung                                                          | Zeit (h) |
| ----- | -------------------------------------------------------------------------- | -------- |
| 1     | LTF Marpingen I (Volker Becker-Wirbel, Robert Feller, Hans Grandke)        | 21:24:32 |
| 2     | DJK Elmar Kohlscheid (Dietmar Veith, Rainer Kleinfeld, Heinz Gülpen)       | 22:09:57 |
| 3     | Triathlon Hub/Nürnberg (Hartmut Häber, Karl-Heinz Neudeck, Achim Heukemes) | 22:54:33 |
| 4     | LG Nürnberg (Hans Reich, Peter Wimmer, Robert Wimmer)                      | 23:03:20 |
| 5     | SCC Berlin (Hans-Jürgen Seydler, Lutz Rambach, Rainer Schädlich)           | 23:38:42 |
| 6     | AC Waldniel (Ernst Brüssel, Michael Jilg, Hans-Günter Schotten)            | 24:26:30 |
| 7     | LTF Marpingen II (Franz Feller, Stefan Feller, Karlheinz Kobus)            | 25:12:10 |
| 8     | Turngemeinde Frankenthal (Thomas Herrmann, Gerd Müller, Jakob Kapper)      | 25:28:19 |

Datum: 12. Oktober
fand in Scheeßel statt

### 110 m Hürden
| Platz | Athlet, Verein                          | Zeit (s) |
| ----- | --------------------------------------- | -------- |
| 1     | Florian Schwarthoff (TV Heppenheim)     | 13,43    |
| 2     | Dietmar Koszewski (LAC Halensee Berlin) | 13,61    |
| 3     | Sven Göhler (OSC Potsdam)               | 13,93    |
| 4     | Holger Pohland (SC DHfK Leipzig)        | 13,95    |
| 5     | Mike Fenner (SCC Berlin)                | 13,97    |
| 6     | Stefan Mattern (TK Hannover)            | 14,05    |
| 7     | Helge Bormann (TSG Bergedorf)           | 14,10    |
| 8     | Claude Edorh (ASV Köln)                 | 14,19    |

Datum: 27. Juli
Wind: −1,4 m/s

### 400 m Hürden
| Platz | Athlet, Verein                          | Zeit (s) |
| ----- | --------------------------------------- | -------- |
| 1     | Olaf Hense (LG Olympia Dortmund)        | 49,73    |
| 2     | Udo Schiller (LG Olympia Dortmund)      | 50,08    |
| 3     | Carsten Köhrbrück (LAC Halensee Berlin) | 50,14    |
| 4     | Rainer Bonn (ASV Köln)                  | 50,77    |
| 5     | Michael Grün (LG Bayer Leverkusen)      | 50,88    |
| 6     | Jochen Zebisch (WGL Schwäbisch Hall)    | 50,93    |
| 7     | Michael Daumann (MTV Ingolstadt)        | 51,26    |
| 8     | Carsten Fischer (LG Bayer Leverkusen)   | 51,37    |

Datum: 28. Juli

### 3000 m Hindernis
| Platz | Athlet, Verein                         | Zeit (min) |
| ----- | -------------------------------------- | ---------- |
| 1     | Hagen Melzer (Dresdner SC)             | 8:34,51    |
| 2     | Torsten Herwig (SCC Berlin)            | 8:34,93    |
| 3     | Hubert Karl (LAC Quelle Fürth/München) | 8:35,29    |
| 4     | Norbert Wildner (TSV Gräfelfing)       | 8:35,69    |
| 5     | Martin Strege (LG Baunatal/ACT Kassel) | 8:36,78    |
| 6     | Christian Stang (TV Schriesheim)       | 8:37,14    |
| 7     | Engelbert Franz (USC Heidelberg)       | 8:42,80    |
| 8     | Kim Bauermeister (LG Filder)           | 8:48,55    |

Datum: 28. Juli

### 4 × 100 m Staffel
| Platz | Verein, Besetzung                                                                         | Zeit (s) |
| ----- | ----------------------------------------------------------------------------------------- | -------- |
| 1     | TV Wattenscheid 01 (Dietmar Schulte, Dirk Schweisfurth, Michael Huke, Werner Zaske)       | 39,64    |
| 2     | VfL Sindelfingen (Joey Walz, Holger Vogelsang, Michael Schwab, Marcus Skupin-Alfa)        | 39,97    |
| 3     | LG Bayer Leverkusen (Schu, Michael Grün, Johannes Wischerhoff, Wolfgang Haupt)            | 40,02    |
| 4     | SV Union Groß-Ilsede (Andreas Stärk, Meyer, Jan Lillie, Michael Amling)                   | 40,17    |
| 5     | LAV Bayer Uerdingen/Dormagen (Nusselein, Heinz Hünnekes, Michael Kutscher, Stefan Peters) | 40,39    |
| 6     | SV Saar 05 Saarbrücken (Dietmar Schlemmer, Gerald Aust, Klaus Brocker, Werner Klein)      | 40,56    |
| 7     | LG Hannover (Jörg Deerberg, Lars Bornemann, Axel Ritter, Lars Asche)                      | 40,86    |
| DNF   | SV Salamander Kornwestheim (Thomas Nitsch, Holger Lutz, Peter Klein, Daniel Leigh)        |          |

Datum: 27. Juli

### 4 × 400 m Staffel
| Platz | Verein, Besetzung                                                                           | Zeit (min) |
| ----- | ------------------------------------------------------------------------------------------- | ---------- |
| 1     | ASV Köln (Ulrich Schlepütz, Klaus-Christian Weigeldt, Alexander Adam, Marc-Antonius Eggers) | 3:06,26    |
| 2     | LG VfB/Kickers Stuttgart (Jürgen Mehl, Ralph Pfersich, Rolf Setzer, Volker Höschele)        | 3:06,57    |
| 3     | VfL Sindelfingen (Peter Mayer, Michael Schwab, Bernd Koschka, Jörg Vaihinger)               | 3:08,41    |
| 4     | LG Bayer Leverkusen (Markus Rau, Daniel Bittner, Sven Matuschik, Michael Grün)              | 3:08,55    |
| 5     | LG Olympia Dortmund (Stefan Godek, Andre Ehlerding, Udo Schiller, Patrick Giavalisco)       | 3:09,15    |
| 6     | Eintracht Frankfurt (Michael Börner, Uwe Schmitt, Markus Berthes, Mark Henrich)             | 3:09,59    |
| 7     | MTV Ingolstadt (Jürgen Gruber, Hubert Bruckmeier, Wilhelm Schmalzl, Stefan Rosenberg)       | 3:10,73    |
| 8     | SCC Berlin (Bartz, Sven Dethlefs, Hubertus Nowak, Frank Zerbel)                             | 3:13,48    |

Datum: 28. Juli

### 4 × 800 m Staffel
| Platz | Verein, Besetzung                                                                   | Zeit (min) |
| ----- | ----------------------------------------------------------------------------------- | ---------- |
| 1     | SCC Berlin (Mike Kemsies John-Henry May, Rainer Sudau, Mark Eplinius)               | 7:20,25    |
| 2     | LG Bayer Leverkusen (Harald Andrä, Mirko Teichert, Oliver Klaudt, Jussi Udelhoven)  | 7:21,33    |
| 3     | SpVgg. Feuerbach (Arthur Klein, Frank Maier, Alexander Dehmel, Joachim Dehmel)      | 7:21,35    |
| 4     | LC Rehlingen (Harald Leineweber, Thomas Klein, Andreas Rettig, Werner Klein)        | 7:24,86    |
| 5     | LAV Essen (Oliver Gossmann, Christoph Große-Rhode, Markus Trines, Torsten Kallweit) | 7:26,15    |
| 6     | MTV Ingolstadt (German Hehn, Harald Piendl, Thomas Moser, Jürgen Gruber)            | 7:29,11    |
| 7     | OSC Potsdam (Stephan Kabat, Marko Runge, Sachat, Marco Reinert)                     | 7:34,29    |
| 8     | LG Frankfurt (Hubner, Paul Seifert, Bodo Kuhn, Axel Harries)                        | 7:36,93    |

Datum: 26. Mai
fand in München im Rahmen der Deutschen Jugendmeisterschaften statt

### 4 × 1500 m Staffel
| Platz | Verein, Besetzung                                                                                | Zeit (min) |
| ----- | ------------------------------------------------------------------------------------------------ | ---------- |
| 1     | LG Bayer Leverkusen (Ernst Ludwig, Imram Sillah, Burkhard Wagner, Dieter Baumann)                | 15:17,76   |
| 2     | TV Wattenscheid 01 (Stephan Plätzer, Michael Fietz, Ingo Janich, Rüdiger Stenzel)                | 15:18,25   |
| 3     | SCC Berlin (Gordon Schatz, Uwe König, Andreas Wagner, Olaf Beyer)                                | 15:25,03   |
| 4     | SV Saar 05 Saarbrücken (Bernhard Glasow, Patrick Altmeyer, Alexander Gunkel, Markus Neukirch)    | 15:30,24   |
| 5     | LAC Quelle Fürth/München (Knut Vollenbröker, Hubert Karl, Harald Hülsenbeck, Klaus-Peter Nabein) | 15:36,45   |
| 6     | LG Olympia Dortmund (Jens Wilky, Volker Welzel, Züchner, Ansgar Lenfers)                         | 15:37,63   |
| 7     | LG Menden (Hendrik Krüger, Jan Krüger, Beckmann, Weckermann)                                     | 15:38,21   |
| 8     | OSC Berlin (Horst Vangermain, Clark Nauschütz, Günther, Michael Gottschalk)                      | 15:40,56   |

Datum: 26. Mai
fand in München im Rahmen der Deutschen Jugendmeisterschaften statt

### 20-km-Gehen
| Platz | Athlet, Verein                       | Zeit (h) |
| ----- | ------------------------------------ | -------- |
| 1     | Robert Ihly (LFV Schutterwald)       | 1:22:38  |
| 2     | Ronald Weigel (OSC Potsdam)          | 1:23:00  |
| 3     | Axel Noack (Berliner SC)             | 1:23:49  |
| 4     | Hartwig Gauder (TSV Erfurt)          | 1:24:49  |
| 5     | Ralf Weise (TSV Erfurt)              | 1:27:04  |
| 6     | Olaf Möldner (OSC Potsdam)           | 1:27:27  |
| 7     | Alexander Preusche (OSC Potsdam)     | 1:28:57  |
| 8     | Ralf Rose (LAC Quelle Fürth/München) | 1:29:37  |

Datum: 26. Juli

### 20-km-Gehen, Mannschaftswertung
| Platz | Verein, Besetzung                                                       | Zeit (h) |
| ----- | ----------------------------------------------------------------------- | -------- |
| 1     | OSC Potsdam (Ronald Weigel, Olaf Möldner, Alexander Preusche)           | 4:19:24  |
| 2     | TSV Erfurt (Hartwig Gauder, Ralf Weise, Torsten Trampeli)               | 4:21:30  |
| 3     | LAC Quelle Fürth/München (Ralf Rose, Peter Zanner, Wolfgang Wiedemann)  | 4:32:05  |
| 4     | Eintracht Frankfurt (Thomas Wallstab, Franz-Josef Weber, Alfred Trusch) | 4:42:25  |
| 5     | LFV Schutterwald (Robert Ihly, Detlef Heitmann, Adam)                   | 4:42:59  |

Datum: 26. Juli
nur 5 Mannschaften in der Wertung

### 50-km-Gehen
| Platz | Athlet, Verein                                 | Zeit (h) |
| ----- | ---------------------------------------------- | -------- |
| 1     | Ronald Weigel (OSC Potsdam)                    | 3:45:57  |
| 2     | Hartwig Gauder (TSV Erfurt)                    | 3:49:10  |
| 3     | Torsten Trampeli (TSV Erfurt)                  | 4:01:12  |
| 4     | Alexander Preusche (OSC Potsdam)               | 4:05:29  |
| 5     | Volkmar Scholz (Berliner SV 1892)              | 4:11:24  |
| 6     | Robert Mildenberger (LAC Quelle Fürth/München) | 4:12:49  |
| 7     | Alfons Schwarz (LAC Quelle Fürth/München)      | 4:14:18  |
| 8     | Karl Degener (VfL Wolfsburg)                   | 4:19:38  |

Datum: 21. April
fand in Naumburg statt

### 50-km-Gehen, Mannschaftswertung
| Platz | Verein, Besetzung                                                              | Zeit (h) |
| ----- | ------------------------------------------------------------------------------ | -------- |
| 1     | LAC Quelle Fürth/München (Robert Mildenberger, Alfons Schwarz, Manfred Kreutz) | 13:16:06 |
| 2     | Berliner SV 1892 (Volkmar Scholz, Oliver Oefelein, Reiner Offel)               | 13:56:35 |
| 3     | LG Boppard/Bad Salzig (Michael Tryankowski, Andreas Klose, Rainer Tryankowski) | 14:26:17 |
| 4     | TV 1846 Groß-Gerau (Heinrich Hänsel, Eisfeller, Ullrich)                       | 14:38:14 |

Datum: 21. April
fand in Naumburg statt
Datum: 26. Juli
nur 4 Mannschaften in der Wertung

### Hochsprung
| Platz | Athlet, Verein                         | Höhe (m) |
| ----- | -------------------------------------- | -------- |
| 1     | Carlo Thränhardt (ASV Köln)            | 2,25     |
| 2     | Dietmar Mögenburg (TV Wattenscheid 01) | 2,23     |
| 3     | Karol Getek (LAC Quelle Fürth/München) | 2,23     |
| 4     | Thomas Müller (TV Wattenscheid 01)     | 2,20     |
| 4     | Uwe Bellmann (TG Heilbronn)            | 2,20     |
| 6     | Ralf Sonn (TSG Weinheim)               | 2,17     |
| 7     | Gerd Nagel (LG Frankfurt)              | 2,14     |
| 8     | Bernhard Bensch (LG Olympia Dortmund)  | 2,09     |
| 8     | Torsten Marschner (LG Frankfurt)       | 2,09     |

Datum: 28. Juli

### Stabhochsprung
| Platz | Athlet, Verein                    | Höhe (m) |
| ----- | --------------------------------- | -------- |
| 1     | Bernhard Zintl (TSV 1860 München) | 5,50     |
| 2     | Uwe Langhammer (TuS Jena)         | 5,40     |
| 3     | Werner Holl (LG Herlazhofen)      | 5,40     |
| 4     | Kai Atzbacher (LG Frankfurt)      | 5,40     |
| 5     | Stefan Diebler (TuS Jena)         | 5,30     |
| 6     | Christoph Pietz (TK Hannover)     | 5,30     |
| 7     | Tim Lobinger (LG Bonn/Meckenheim) | 5,30     |
| 7     | Helmar Schmidt (TSV 1860 München) | 5,30     |

Datum: 27. Juli

### Weitsprung
| Platz | Athlet, Verein                            | Weite (m) |
| ----- | ----------------------------------------- | --------- |
| 1     | Dietmar Haaf (SV Salamander Kornwestheim) | 7,97      |
| 2     | André Müller (SC Empor Rostock)           | 7,80      |
| 3     | Jens Hirschberg (SC Magdeburg)            | 7,79      |
| 4     | Hans-Peter Lott (TV Heppenheim)           | 7,67      |
| 5     | Heiko Reski (TV Wattenscheid 01)          | 7,62      |
| 6     | Bernhard Kelm (TSV Wasserburg)            | 7,55      |
| 7     | Konstantin Krause (TV Wattenscheid 01)    | 7,54      |
| 8     | Alexander Bub (TV Heppenheim)             | 7,50      |

Datum: 28. Juli

### Dreisprung
| Platz | Athlet, Verein                           | Weite (m) |
| ----- | ---------------------------------------- | --------- |
| 1     | Ralf Jaros (TV Wattenscheid 01)          | 16,75     |
| 2     | Volker Mai (SC Neubrandenburg)           | 16,50     |
| 3     | André Ernst (SV Halle)                   | 16,42     |
| 4     | Jörg Frieß (Berliner SC)                 | 16,09     |
| 5     | Michael Toschek (DJK Agon 08 Düsseldorf) | 16,08     |
| 6     | Karsten Stephan (SCC Berlin)             | 16,07     |
| 7     | Jörg Elbe (TV Ratingen)                  | 15,84     |
| 8     | Karsten Richter (SC Empor Rostock)       | 15,75     |

Datum: 27. Juli

### Kugelstoßen
| Platz | Athlet, Verein                            | Weite (m) |
| ----- | ----------------------------------------- | --------- |
| 1     | Oliver-Sven Buder (Chemnitzer SC)         | 20,20     |
| 2     | Ulf Timmermann (Berliner SC)              | 19,87     |
| 3     | Kalman Konya (SV Salamander Kornwestheim) | 19,62     |
| 4     | Michael Mertens (VfL Wolfsburg)           | 18,80     |
| 5     | Udo Beyer (OSC Potsdam)                   | 18,68     |
| 6     | Jonny Reinhardt (TV Wattenscheid 01)      | 18,21     |
| 7     | Oliver Dück (TSV 1860 München)            | 18,02     |
| 8     | Claus-Dieter Föhrenbach (USC Heidelberg)  | 17,98     |

Datum: 28. Juli

### Diskuswurf
| Platz | Athlet, Verein                              | Weite (m) |
| ----- | ------------------------------------------- | --------- |
| 1     | Wolfgang Schmidt (LG VfB/Kickers Stuttgart) | 64,98     |
| 2     | Jürgen Schult (Schweriner SC)               | 64,26     |
| 3     | Lars Riedel (USC Mainz)                     | 64,16     |
| 4     | Rolf Danneberg (LG Bayer Leverkusen)        | 61,68     |
| 5     | Olaf Többen (LG Bayer Leverkusen)           | 60,80     |
| 6     | Andreas Seelig (Berliner SC)                | 58,36     |
| 7     | Miroslaw Jasinski (TV Wattenscheid 01)      | 58,36     |
| 8     | Edward Rückert (TV Wattenscheid 01)         | 57,70     |

Datum: 27. Juli

### Hammerwurf
| Platz | Athlet, Verein                                | Weite (m) |
| ----- | --------------------------------------------- | --------- |
| 1     | Heinz Weis (LG Bayer Leverkusen)              | 79,20     |
| 2     | Claus Dethloff (LG Frankfurt)                 | 74,98     |
| 3     | Karsten Kobs (LG Olympia Dortmund)            | 71,04     |
| 4     | Jörn Hübner (SC Cottbus)                      | 70,88     |
| 5     | Christian Eckert (TV Gelnhausen)              | 67,86     |
| 6     | Norbert Radefeld (VfL Wolfsburg)              | 66,86     |
| 7     | Martin Gleixner (LAV Aschaffenburg)           | 64,94     |
| 8     | Thomas Neumann (LAV Bayer Uerdingen/Dormagen) | 62,94     |

Datum: 28. Juli

### Speerwurf
| Platz | Athlet, Verein                              | Weite (m) |
| ----- | ------------------------------------------- | --------- |
| 1     | Klaus Tafelmeier (LG Bayer Leverkusen)      | 82,72     |
| 2     | Volker Hadwich (SC Magdeburg)               | 81,20     |
| 3     | Raymond Hecht (SC Magdeburg)                | 80,32     |
| 4     | Peter Blank (USC Mainz)                     | 79,24     |
| 5     | Gerald Weiß (Schweriner SC)                 | 78,48     |
| 6     | Jens Reimann (OSC Potsdam)                  | 77,96     |
| 7     | Peter Esenwein (SV Salamander Kornwestheim) | 77,14     |
| 8     | Andreas Linden (Rot-Weiß Koblenz)           | 74,12     |

Datum: 28. Juli

### Zehnkampf
| Platz | Athlet, Verein                            | Leistung (Pkte) |
| ----- | ----------------------------------------- | --------------- |
| 1     | Christian Schenk (USC Mainz)              | 8301            |
| 2     | Thorsten Dauth (TG Groß-Karbern)          | 8108            |
| 3     | Stefan Schmid (LG Karlstadt)              | 7819            |
| 4     | Norbert Demmel (LAC Quelle Fürth/München) | 7777            |
| 5     | Gerald Bayer (LG Altmühl/Jura)            | 7763            |
| 6     | Martin Otte (TSG Gießen-Wieseck)          | 7738            |
| 7     | René Günther (LG Kindelsberg Kreuztal)    | 7708            |
| 8     | Falk Schade (ASV Sankt Augustin)          | 7674            |

Datum: 25./26. Mai
fand in München statt

### Zehnkampf, Mannschaftswertung
| Platz | Verein, Besetzung                                                              | Leistung (Pkte) |
| ----- | ------------------------------------------------------------------------------ | --------------- |
| 1     | USC Mainz (Christian Schenk, Peter Neumaier, Christian Deick)                  | 23.474          |
| 2     | LAC Quelle Fürth/München I (Norbert Demmel, Bruno Chirco, Stock)               | 22.854          |
| 3     | LG Bayer Leverkusen (Günther, Paul Meier, Kurowski)                            | 21.956          |
| 4     | LAC Quelle Fürth/München II (Karl-Heinz Fichtner, Stefan Winkler, Helmut Haas) | 21.206          |

Datum: 25./26. Mai
fand in München statt
nur 4 Teams in der Wertung

### CrosslaufMittelstrecke –4000 m
| Platz | Athlet, Verein                                | Zeit (min) |
| ----- | --------------------------------------------- | ---------- |
| 1     | Klaus-Peter Nabein (LAC Quelle Fürth/München) | 12:22      |
| 2     | Olaf Beyer (SCC Berlin)                       | 12:26      |
| 3     | Michael Witt (LG Nordheide)                   | 12:28      |
| 4     | Hubert Karl (LAC Quelle Fürth/München)        | 12:31      |
| 5     | Markus Pingpank (LC Hannover)                 | 12:32      |
| 6     | Ulrich Keil (Eintracht Frankfurt)             | 12:33      |
| 7     | Uwe Mönkemeyer (TV Wattenscheid 01)           | 12:34      |
| 8     | Thomas Marx (ASV Köln)                        | 12:34      |

Datum: 2. März
fand in Bad Harzburg statt

### CrosslaufMittelstrecke –4000 m, Mannschaftswertung
| Platz | Verein, Besetzung                                                            | Platzziffer |
| ----- | ---------------------------------------------------------------------------- | ----------- |
| 1     | LAC Quelle Fürth/München (Klaus-Peter Nabein, Hubert Karl, Dieter Deininger) | 016         |
| 2     | LG Nordheide (Michael Witt, Peter Hempel, Rolf Helmboldt)                    | 067         |
| 3     | Eintracht Frankfurt (Ulrich Keil, Enrique Tortell, Ch. Simon)                | 073         |
| 4     | OSC Berlin (Martin Seeber, Clark Nauschütz, Ingo Sensburg)                   | 081         |
| 5     | LAG Mittlere Isar (Alexander Scheske, Robert Meindl, Noack)                  | 092         |
| 6     | TV Wattenscheid 01 (Uwe Mönkemeyer, Steffen Brand, Stephan Plätzer)          | 92          |
| 7     | LAZ Mönchengladbach (Hans-Joachim Mädel, Hermann Josef Moll, Hans Borgmann)  | 107         |
| 8     | LG Olympia Dortmund (Volker Welzel, Kloth, Ansgar Lenfers)                   | 113         |

Datum: 2. März
fand in Bad Harzburg statt

### CrosslaufLangstrecke –12,0 km
| Platz | Athlet, Verein                              | Zeit (min) |
| ----- | ------------------------------------------- | ---------- |
| 1     | Heinz-Bernd Bürger (LC Euskirchen)          | 38:31      |
| 2     | Konrad Dobler (SVO Germaringen)             | 38:42      |
| 3     | Rüdiger Grunwald (LG VfB/Kickers Stuttgart) | 39:14      |
| 4     | Steffen Dittmann (Racing-Club Berlin)       | 39:20      |
| 5     | Stefan Wohllebe (LC Olympia Wiesbaden)      | 39:24      |
| 6     | Christoph Herle (VfL Waldkraiburg)          | 39:25      |
| 7     | Roland Günther (SC Magdeburg)               | 39:33      |
| 8     | Detlef Schwarz (Hamburger SV)               | 39:36      |

Datum: 2. März
fand in Bad Harzburg statt

### CrosslaufLangstrecke –12,0 km, Mannschaftswertung
| Platz | Verein, Besetzung                                                                  | Platzziffer |
| ----- | ---------------------------------------------------------------------------------- | ----------- |
| 1     | Racing-Club Berlin (Steffen Dittmann, Koch, Stefan Seidemann)                      | 039         |
| 2     | SCC Berlin (Peter Könnicke, Jens Karraß, Matthess)                                 | 061         |
| 3     | SVO Germaringen (Konrad Dobler, Martin Sambale, Xaver Stückl)                      | 079         |
| 4     | LG Wipperfürth (Robert Langfeld, Arnd Bader, Frank Schnabel)                       | 096         |
| 5     | PSV Grün-Weiß Kassel (Sven Schottmann, Reiner Gutschank, Helmut Weidner)           | 105         |
| 6     | Hamburger SV (Detlef Schwarz, Karl-Heinz Möller, Peter Smolinski)                  | 109         |
| 7     | LC Euskirchen (Heinz-Bernd Bürger, Frank Kase, Sven Wille)                         | 118         |
| 8     | SV Saar 05 Saarbrücken (Alfred Knickenberg, Christoph Benzmüller, Markus Neukirch) | 127         |

Datum: 2. März
fand in Bad Harzburg statt

### Berglauf
| Platz | Athlet, Verein                   | Zeit (min) |
| ----- | -------------------------------- | ---------- |
| 1     | Dieter Ranftl (LC Buchendorf)    | 39:34      |
| 2     | Heiko Schinkitz (SG Adelsberg)   | 39:50      |
| 3     | Kurt König (TSV Oberstaufen)     | 39:59      |
| 4     | Paul Deuritz (LAG Mittlere Isar) | 40:05      |
| 5     | Martin Sambale (SVO Germaringen) | 40:12      |
| 6     | Steffen Grosse (SC DHfK Leipzig) | 40:16      |
| 7     | Wolfgang Münzel (LG Frankfurt)   | 40:28      |
| 8     | Peter Fröhlich (ASV Köln)        | 40:35      |

Datum: 22. September
fand in Oberstdorf im Schwarzwald statt

### Berglauf, Mannschaftswertung
| Platz | Verein, Besetzung                                                      | Zeit (h) |
| ----- | ---------------------------------------------------------------------- | -------- |
| 1     | LG Frankfurt (Wolfgang Münzel, Jörg Leipner, Jan-Henning Schoch)       | 2:04:58  |
| 2     | SVO Germaringen (Martin Sambale, Xaver Stückl, Jörg Kunstmann)         | 2:06:37  |
| 3     | LAC Quelle Fürth/München (Jochen Laub, Theo Kiefner, Gunnar Rethfeldt) | 2:08:17  |
| 4     | TSV Burghaslach (Hubert Schneider, Thomas Ertl, Matthias Kustulski)    | 2:09:53  |
| 5     | SV Furtwangen (Matthias Strunz, Kern, Jürgen Straub)                   | 2:11:16  |
| 6     | SSC Hanau-Rodenbach (Ulrich Steidl, Drescher, Herbert Moos)            | 2:12:39  |
| 7     | FC Unterkirnach (Siegfried Blum, Siegfried Dold, Josef Beha)           | 2:13:06  |
| 8     | TG Viktoria Augsburg (R. Mayer, Hülle, Ruoff)                          | 2:13:47  |

Datum: 22. September
fand in Oberstdorf im Schwarzwald statt

## Meisterschaftsresultate Frauen

### 100 m
| Platz | Athletin, Verein                              | Zeit (s) |
| ----- | --------------------------------------------- | -------- |
| 1     | Katrin Krabbe (SC Neubrandenburg)             | 10,91    |
| 2     | Grit Breuer (SC Neubrandenburg)               | 11,14    |
| 3     | Sabine Richter (Eintracht Frankfurt)          | 11,45    |
| 4     | Silke-Beate Knoll (LG Olympia Dortmund)       | 11,49    |
| 5     | Andrea Thomas, geb. Bersch (VfL Sindelfingen) | 11,52    |
| 6     | Bettina Zipp (TV Schriesheim)                 | 11,59    |
| 7     | Andrea Philipp (Schweriner SC)                | 11,60    |
| 8     | Melanie Paschke (LG Braunschweig)             | 11,68    |

Datum: 27. Juli
Wind: +0,5 m/s

### 200 m
| Platz | Athletin, Verein                              | Zeit (s) |
| ----- | --------------------------------------------- | -------- |
| 1     | Katrin Krabbe (SC Neubrandenburg)             | 22,12    |
| 2     | Grit Breuer (SC Neubrandenburg)               | 22,55    |
| 3     | Silke-Beate Knoll (LG Olympia Dortmund)       | 23,27    |
| 4     | Andrea Thomas, geb. Bersch (VfL Sindelfingen) | 23,48    |
| 5     | Claudia Gebhard (SG Ulm)                      | 23,65    |
| 6     | Anja Böhme (LG Bayer Leverkusen)              | 23,73    |
| 7     | Solveig Priebnow (BSV Buxtehude)              | 23,76    |
| 8     | Stefanie Hütz (LG Bayer Leverkusen)           | 24,36    |

Datum: 28. Juli
Wind: −1,4 m/s

### 400 m
| Platz | Athletin, Verein                      | Zeit (s) |
| ----- | ------------------------------------- | -------- |
| 1     | Karin Janke (VfL Wolfsburg)           | 51,75    |
| 2     | Katrin Schreiter (TSV Erfurt)         | 52,26    |
| 3     | Annett Hesselbarth (SV Halle)         | 52,42    |
| 4     | Linda Kisabaka (LG Bayer Leverkusen)  | 52,68    |
| 5     | Helga Arendt (LG Olympia Dortmund)    | 53,64    |
| 6     | Doreen Fahrendorff (VfL Sindelfingen) | 53,65    |
| 7     | Sandra Seuser (SCC Berlin)            | 54,30    |
| 8     | Ruth Scheppan (LG Olympia Dortmund)   | 54,59    |

Datum: 27. Juli

### 800 m
| Platz | Athletin, Verein                             | Zeit (min) |
| ----- | -------------------------------------------- | ---------- |
| 1     | Christine Wachtel (SC Empor Rostock)         | 1:59,04    |
| 2     | Sigrun Grau, geb. Wodars (SC Neubrandenburg) | 1:59,29    |
| 3     | Birte Bruhns (ASV Köln)                      | 1:59,55    |
| 4     | Gabriela Lesch (Eintracht Frankfurt)         | 2:00,97    |
| 5     | Marlies Keil (LG Nord Berlin)                | 2:03,10    |
| 6     | Nicole Leistenschneider (SCC Berlin)         | 2:03,27    |
| 7     | Anke Kruse (VfL Oldesloe)                    | 2:05,86    |
| 8     | Heike Huneke (SV Concordia Ihrhove)          | 2:09,22    |

Datum: 28. Juli

### 1500 m
| Platz | Athletin, Verein                       | Zeit (min) |
| ----- | -------------------------------------- | ---------- |
| 1     | Ellen Kießling (Dresdner SC)           | 4:16,75    |
| 2     | Steffi Kallensee (Eintracht Frankfurt) | 4:17,50    |
| 3     | Yvonne Mai (SC Empor Rostock)          | 4:17,67    |
| 4     | Ingrid Hering (TK Hannover)            | 4:18,80    |
| 5     | Petra Wassiluk (ASC Darmstadt)         | 4:20,03    |
| 6     | Karen Hartmann (Kieler TB)             | 4:20,58    |
| 7     | Nicole Theophil (LG Wedel-Pinneberg)   | 4:20,96    |
| 8     | Annette Hüls (TV Detmold)              | 4:21,18    |

Datum: 27. Juli

### 3000 m
| Platz | Athletin, Verein                            | Zeit (min) |
| ----- | ------------------------------------------- | ---------- |
| 1     | Anke Schäning (ASV Köln)                    | 8:58,62    |
| 2     | Katje Hoffmann (SCC Berlin)                 | 8:59,78    |
| 3     | Claudia Borgschulze (LG Olympia Dortmund)   | 9:01,98    |
| 4     | Rita Marquardt (TSV 1860 München)           | 9:03,25    |
| 5     | Vera Michallek, geb. Steiert (LG Frankfurt) | 9:05,22    |
| 6     | Monika Schäfer (LAC Quelle Fürth/München)   | 9:08,80    |
| 7     | Andrea Fleischer (TuS Jena)                 | 9:10,40    |
| 8     | Christina Mai (LG Olympia Dortmund)         | 9:10,89    |

Datum: 28. Juli

### 10.000 m
| Platz | Athletin, Verein                          | Zeit (min) |
| ----- | ----------------------------------------- | ---------- |
| 1     | Kathrin Ullrich (SCC Berlin)              | 31:46,00   |
| 2     | Birgit Jerschabek (LG Sieg)               | 32:50,85   |
| 3     | Christina Mai (LG Olympia Dortmund)       | 32:55,18   |
| 4     | Claudia Dreher (SC Magdeburg)             | 33:00,96   |
| 5     | Claudia Borgschulze (LG Olympia Dortmund) | 33:17,00   |
| 6     | Kerstin Preßler (Neuköllner Sportfreunde) | 33:18,40   |
| 7     | Kerstin Herzberg (LBV Phönix Lübeck)      | 33:20,58   |
| 8     | Tanja Kalinowski (ASV Köln)               | 33:43,93   |

Datum: 5. Juni
fand in Potsdam statt
Dieser Wettbewerb wurde nach längerer Zeit wieder ausgelagert und nicht am Meisterschafts-Hauptort ausgetragen.

### 15-km-Straßenlauf
| Platz | Athletin, Verein                          | Zeit (min) |
| ----- | ----------------------------------------- | ---------- |
| 1     | Birgit Jerschabek (LG Sieg)               | 50:48      |
| 2     | Monika Schäfer (LAC Quelle Fürth/München) | 51:12      |
| 3     | Claudia Borgschulze (LG Olympia Dortmund) | 51:51      |
| 4     | Kerstin Preßler (Neuköllner Sportfreunde) | 52:28      |
| 5     | Andrea Fleischer (TuS Jena)               | 52:58      |
| 6     | Doris Grossert (LG Braunschweig)          | 53:07      |
| 7     | Christina Mai (LG Olympia Dortmund)       | 53:10      |
| 8     | Sabine Mann (ASV Köln)                    | 53:11      |

Datum: 21. September
fand in Offenbach / Pfalz statt

### 15-km-Straßenlauf, Mannschaftswertung
| Platz | Verein, Besetzung                                                                  | Zeit (h) |
| ----- | ---------------------------------------------------------------------------------- | -------- |
| 1     | LG Olympia Dortmund (Claudia Borgschulze, Christina Mai, Birgit Reefschläger)      | 2:38:34  |
| 2     | ASV Köln (Anke Schäning, Sabine Mann, Tanja Kalinowski)                            | 2:40:10  |
| 3     | LAC Quelle Fürth/München (Monika Schäfer, Klothilde Staab, Gabriele Almannstötter) | 2:45:07  |
| 4     | LG Sieg (Birgit Jerschabek, Hildegard Mockenhaupt, Sabine Menn)                    | 2:45:19  |
| 5     | ASC Darmstadt, (E. Heinrich, Ursula Wolf, Silke Spankus)                           | 3:02:24  |
| 6     | PSV Grün-Weiß Kassel (Astrid Bardenheuer, Britta Bannenberg, Mira Sax)             | 3:04:42  |
| 7     | SV Saar 05 Saarbrücken (Barbara Zeeb, Mayer, Weihs)                                | 3:07:49  |
| 8     | LC Solingen (Tina Christ, Bärbel Berghaus, Tanja Krämer)                           | 3:12:53  |

Datum: 21. September
fand in Offenbach / Pfalz statt
In den Jahren 1990 bis 1992 wurden zugleich Meisterschaften für Juniorinnen ausgetragen, jedoch ohne separate Mannschaftswertung. So wurden Frauen und Juniorinnen im Team gemeinsam gewertet.

### Marathon
| Platz | Athletin, Verein                               | Zeit (h) |
| ----- | ---------------------------------------------- | -------- |
| 1     | Sigrid Wulsch (LG Menden)                      | 2:48:28  |
| 2     | Petra Sander (LAV Bayer Uerdingen/Dormagen)    | 2:51:49  |
| 3     | Anita Höcherl (LG Regensburg)                  | 2:53:17  |
| 4     | Sabine Kauf (SG Ludwigsburg)                   | 2:54:33  |
| 5     | Sigrid Altmeyer (LAV Bayer Uerdingen/Dormagen) | 2:59:57  |
| 6     | Silke Schramm (Post-SV Holzminden)             | 3:03:57  |
| 7     | Maria Pautmeier (TuS Solbad Ravensburg)        | 3:04:56  |
| 8     | Gudrun Rüth (Eichenkreuz Schwaikheim)          | 3:06:11  |

Datum: 27. April
fand in Oelde statt

### Marathon, Mannschaftswertung
| Platz | Verein, Besetzung                                                                  | Zeit (h) |
| ----- | ---------------------------------------------------------------------------------- | -------- |
| 1     | Eichenkreuz Schwaikheim (Gudrun Rüth, Hannelore Nothdurft, Claudia Müller)         | 09:25:59 |
| 2     | LAV Bayer Uerdingen/Dormagen (Petra Sander, Sigrid Altmeyer, Gislinde Redepenning) | 09:31:43 |
| 3     | TuS Solbad Ravensberg (Maria Pautmeier, Hildegard Bartelsmeier, Monika Renne)      | 09:59:43 |
| 4     | LAG Saarbrücken (Hedi Schmidtberger, Ursula Wagner, Hannelore Ricke)               | 10:27:00 |
| 5     | LSF Münster (Renata Müller, Ruth Lutz, Hildegard Durynek)                          | 10:38:17 |
| 6     | LTF Marpingen (Rita Brill, Marga Reidenbach, Angelika Warken)                      | 10:46:30 |

Datum: 27. April
fand in Oelde statt
nur 6 Mannschaften in der Wertung

### 100-km-Straßenlauf
| Platz | Athletin, Verein                                  | Zeit (h) |
| ----- | ------------------------------------------------- | -------- |
| 1     | Birgit Lennartz (ASV Sankt Augustin)              | 7:35:21  |
| 2     | Sybille Möllensiep (SuS Schalke 96)               | 8:01:20  |
| 3     | Dr. Sigrid Lomsky (SCC Berlin)                    | 8:18:27  |
| 4     | Anna Dyck (SSC Hanau-Rodenbach)                   | 8:30:48  |
| 5     | Gisela Schneider-Endroweit (LG Iserlohn/Letmathe) | 8:48:27  |
| 6     | Christel Heine (SCC Berlin)                       | 8:52:06  |
| 7     | Katharina Janicke (LC Olympia Wiesbaden)          | 9:03:20  |
| 8     | Gudrun Müller (IGL Reutlingen)                    | 9:06:13  |

Datum: 12. Oktober
fand in Scheeßel statt

### 100-km-Straßenlauf, Mannschaftswertung
| Platz | Verein, Besetzung                                               | Zeit (h) |
| ----- | --------------------------------------------------------------- | -------- |
| 1     | SCC Berlin (Dr. Sigrid Lomsky, Christel Heine, Stefanie Cain)   | 26:26:04 |
| 2     | SSC Hanau-Rodenbach (Anna Dyck, Franziska Lüttgen, Maria Marco) | 29:28:36 |

Datum: 12. Oktober
fand in Scheeßel statt
nur 2 Mannschaften in der Wertung

### 100 m Hürden
| Platz | Athletin, Verein                        | Zeit (s) |
| ----- | --------------------------------------- | -------- |
| 1     | Kristin Patzwahl (SC DHfK Leipzig)      | 13,12    |
| 2     | Cornelia Oschkenat (Berliner SC)        | 13,21    |
| 3     | Gloria Siebert, geb. Uibel (SC Cottbus) | 13,21    |
| 4     | Petra Hassinger (LAC Halensee Berlin)   | 13,25    |
| 5     | Sabine Braun (TV Wattenscheid 01)       | 13,25    |
| 6     | Silke Nahler (Hamburger SV)             | 13,34    |
| 7     | Claudia Felser (LG Olympia Dortmund)    | 13,84    |
| 8     | Gabi Roth (MTG Mannheim)                | 13,93    |

Datum: 27. Juli
Wind: −0,9 m/s

### 400 m Hürden
| Platz | Athletin, Verein                    | Zeit        |
| ----- | ----------------------------------- | ----------- |
| 1     | Heike Meißner (Dresdner SC)         | 0055,16 s00 |
| 2     | Silvia Rieger (TuS Eintracht Hinte) | 0055,47 s00 |
| 3     | Gudrun Abt (TSV Genkingen)          | 0055,66 s00 |
| 4     | Sabine Busch (TSV Erfurt)           | 0056,14 s00 |
| 5     | Barbara Gähling (LG Wipperfürth)    | 0057,56 s00 |
| 6     | Katrin Schreiter (TSV Erfurt)       | 0058,21 s00 |
| 7     | Ulrike Heinz (TSG Wiesloch)         | 0059,20 s00 |
| 8     | Susanne Stüllein (SG Rödental)      | 1:00,49 min |

Datum: 28. Juli

### 4 × 100 m Staffel
| Platz | Verein, Besetzung                                                                                    | Zeit (s) |
| ----- | --- | -------- |
| 1     | LG Bayer Leverkusen (Anja Böhme, Silke Lichtenhagen, Stefanie Hütz, Bettina Braag)                   | 44,33    |
| 2     | VfL Sindelfingen (Margrit Schiller, Ulrike Sarvari, Andrea Thomas – geb. Bersch, Doreen Fahrendorff) | 44,52    |
| 3     | Eintracht Frankfurt (Sandra Löffler, Simone Haja, Sabine Richter, Britta Schulmeyer)                 | 44,96    |
| 4     | SG Ulm (Katharina Gaus, Andrea Schmidt, Claudia Gebhart, Christina Gruhler)                          | 45,12    |
| 5     | TK Hannover I (Andrea Possienke, Katrin Bartschat, Ilka Busche, Ute Klocke)                          | 45,91    |
| 6     | USC Mainz (Susanne Diesling, Ute Siebertz, Mona Steigauf, Monika Hirsch)                             | 46,00    |
| 7     | LAC Quelle Fürth/München (Linda Lauer, Katja Seidel, Frauke Hoffmann, Anne Hager)                    | 46,41    |
| DNF   | TK Hannover II (Sabrina Bull, Regine Powitz, Petra Köpke, Anja Philebrunn)                           |          |

Datum: 27. Juli

### 4 × 400 m Staffel
| Platz | Verein, Besetzung                                                                    | Zeit (min) |
| ----- | ------------------------------------------------------------------------------------ | ---------- |
| 1     | LG Olympia Dortmund (Jessica Kawohl, Ruth Scheppan, Helga Arendt, Silke-Beate Knoll) | 3:33,92    |
| 2     | SCC Berlin (Manuela Peters, Ines Conradi, Nicole Leistenschneider, Sandra Seuser)    | 3:34,65    |
| 3     | MTV Ingolstadt (Petra Rappe, Birgit Clarius, Daniela Ott, Monika Weilhammer)         | 3:39,89    |
| 4     | TSG Wiesloch (Bettina Kersten, Christine Wahl, Iris Gauch, Ulrike Heinz)             | 3:40,84    |
| 5     | LG Wipperfürth (Marion Böhle, Karen Schiefer, Sabrina Komor, Barbara Gähling)        | 3:42,45    |
| 6     | TK Hannover (Ilka Busche, Petra Köpke, Sabrina Bull, Ingrid Hering)                  | 3:43,00    |
| 7     | ASV Köln (Heike Schindler, Sonja Kaufmann, Burckhardt, Birte Bruhns)                 | 3:43,66    |
| 8     | LC Rehlingen (Schlacht, Schäfer, Margret Klein-Raber, Dagmar Neubauer)               | 3:44,40    |

Datum: 28. Juli

### 3 × 800 m Staffel
| Platz | Verein, Besetzung                                                                 | Zeit (min) |
| ----- | --------------------------------------------------------------------------------- | ---------- |
| 1     | SCC Berlin (Katje Hoffmann, Carmen Wüstenhagen, Nicole Leistenschneider)          | 6:23,06    |
| 2     | TV Gelnhausen (Amona Schneeweis, Ute Lix, Karin Lix)                              | 6:29,73    |
| 3     | LAC Quelle Fürth/München (Astrid Jahn, Ute Haak, Hildegard Körner – geb. Ullrich) | 6:29,73    |
| 4     | SCC Berlin (Huber, Angela Wilhelm, Kati Kovac)                                    | 6:33,45    |
| 5     | LG Braunschweig (Anke Lenz, Tanja Lenz, Katrin Bröger)                            | 6:40,10    |
| 6     | Post-SV Trier (Caroline de Corbier, Ewen, Sabine Belker)                          | 7:02,74    |
| 7     | LAZ Mönchengladbach (Schallenburger, Remy, Wateler)                               | 7:03,81    |
| 8     | LG Osnabrück (Kirsten Repking, Petra Sackmann, Dopp)                              | 7:06,21    |

Datum: 26. Mai
fand in München im Rahmen der Deutschen Jugendmeisterschaften statt

### 5000-m-Bahngehen
| Platz | Athletin, Verein                      | Zeit (min) |
| ----- | ------------------------------------- | ---------- |
| 1     | Beate Anders (LAC Halensee Berlin)    | 21:03,14   |
| 2     | Kathrin Born (Berliner SC)            | 21:20,63   |
| 3     | Andrea Brückmann (LAZ Lahn-Aar-Diez)  | 22:11,86   |
| 4     | Sandy Leddin (TSV Erfurt)             | 22:28,29   |
| 5     | Simone Thust (LAC Halensee Berlin)    | 22:49,90   |
| 6     | Brigitte Buck (SpVgg. Niederaichbach) | 23:34,61   |
| 7     | Renate Warz (SpVgg. Niederaichbach)   | 23:40,79   |
| 8     | Uta Klaedtke (SC DHfK Leipzig)        | 23:43,87   |

Datum: 27. Juli

### 10 km Gehen
| Platz | Athletin, Verein                             | Zeit (min) |
| ----- | -------------------------------------------- | ---------- |
| 1     | Beate Anders (LAC Halensee Berlin)           | 44:18      |
| 2     | Kathrin Born (Berliner SC)                   | 45:10      |
| 3     | Simone Thust (LAC Halensee Berlin)           | 46:36      |
| 4     | Sandy Leddin (TSV Erfurt)                    | 46:45      |
| 5     | Renate Warz (SpVgg. Niederaichbach)          | 46:53      |
| 6     | Katharina Klukowski (LG Continental Waldeck) | 48:50      |
| 7     | Barbara Melchior (SG Ludwigsburg)            | 48:54      |
| 8     | Helge Will (Berliner SC)                     | 48:56      |

Datum: 21. April
fand in Naumburg statt

### 10 km Gehen, Mannschaftswertung
| Platz | Verein, Besetzung                                                | Zeit (h) |
| ----- | ---------------------------------------------------------------- | -------- |
| 1     | LAC Halensee Berlin (Beate Anders, Simone Thust, Sandra Priemer) | 2:25:29  |
| 2     | SC DHfK Leipzig (Uta Klaedtke, Annett Amberg, Esther Lange)      | 2:30:20  |
| 3     | FV Ostercappeln (Brandenburg, Luttmann, Krahn)                   | 2:34:26  |

Datum: 21. April
fand in Naumburg statt
nur 3 Teams in der Wertung

### Hochsprung
| Platz | Athletin, Verein                                  | Höhe (m) |
| ----- | ------------------------------------------------- | -------- |
| 1     | Heike Henkel, geb. Redetzky (LG Bayer Leverkusen) | 2,00     |
| 2     | Heike Balck (Schweriner SC)                       | 1,94     |
| 3     | Birgit Kähler (LAV Bayer Uerdingen/Dormagen)      | 1,90     |
| 4     | Sabine Bramhoff (LG Olympia Dortmund)             | 1,90     |
| 5     | Ute Demming (ASV Köln)                            | 1,90     |
| 6     | Beate Holzapfel (LG Bayer Leverkusen)             | 1,90     |
| 7     | Claudia Liedtke (LG Nordwest Hamburg)             | 1,83     |
| 8     | Andrea Arens (SCC Berlin)                         | 1,83     |

Datum: 27. Juli

### Weitsprung
| Platz | Athletin, Verein                       | Weite (m) |
| ----- | -------------------------------------- | --------- |
| 1     | Heike Drechsler, geb. Daute (TuS Jena) | 7,07      |
| 2     | Susen Tiedtke (SCC Berlin)             | 6,70      |
| 3     | Anke Behmer (SC Neubrandenburg)        | 6,58      |
| 4     | Stefanie Hühn (LAC Halensee Berlin)    | 6,48      |
| 5     | Helga Radtke (SC Empor Rostock)        | 6,42      |
| 6     | Katja Trostel (SCC Berlin)             | 6,34      |
| 7     | Sabine Braun (TV Wattenscheid 01)      | 6,34      |
| 8     | Claudia Gerhardt (VfL Gladbeck)        | 6,33      |

Datum: 28. Juli

### Kugelstoßen
| Platz | Athletin, Verein                           | Weite (m) |
| ----- | ------------------------------------------ | --------- |
| 1     | Claudia Losch (LAC Quelle Fürth/München)   | 19,65     |
| 2     | Stephanie Storp (VfL Wolfsburg)            | 18,98     |
| 3     | Vera Schmidt (MTV Ingolstadt)              | 18,72     |
| 4     | Kathrin Neimke (SC Magdeburg)              | 18,64     |
| 5     | Heike Hartwig (Berliner SC)                | 17,53     |
| 6     | Ines Wittich (Chemnitzer SC)               | 17,12     |
| 7     | Iris Plotzitzka (LAC Quelle Fürth/München) | 16,98     |
| 8     | Grit Hammer (LAC Quelle Fürth/München)     | 16,51     |

Datum: 28. Juli

### Diskuswurf
| Platz | Athletin, Verein                               | Weite (m) |
| ----- | ---------------------------------------------- | --------- |
| 1     | Ilke Wyludda (SV Halle)                        | 68,78     |
| 2     | Martina Hellmann, geb. Opitz (SC DHfK Leipzig) | 65,30     |
| 3     | Franka Dietzsch (SC Neubrandenburg)            | 60,62     |
| 4     | Gabriele Reinsch (OSC Potsdam)                 | 60,40     |
| 5     | Ursula Kreutel (LG VfB/Kickers Stuttgart)      | 58,24     |
| 6     | Dagmar Galler (LG Bayer Leverkusen)            | 56,66     |
| 7     | Jana Lauren (Berliner SC)                      | 56,66     |
| 8     | Ingrid Belz (LG Kappelberg)                    | 55,50     |

Datum: 27. Juli

### Speerwurf
| Platz | Athletin, Verein                         | Weite (m) |
| ----- | ---------------------------------------- | --------- |
| 1     | Karen Forkel (SV Halle)                  | 66,70     |
| 2     | Silke Renk (SV Halle)                    | 65,22     |
| 3     | Petra Meier, geb. Felke (TuS Jena)       | 63,96     |
| 4     | Manuela Alizadeh (Berliner SC)           | 57,38     |
| 5     | Steffi Nerius (SC Empor Rostock)         | 56,72     |
| 6     | Antje Zöllkau, geb. Kempe (MTG Mannheim) | 56,40     |
| 7     | Ingrid Thyssen (LG Bayer Leverkusen)     | 55,18     |
| 8     | Beate Koch (LAC Quelle Fürth/München)    | 53,36     |

Datum: 27. Juli

### Siebenkampf
| Platz | Athletin, Verein                            | Leistung (Pkte) |
| ----- | ------------------------------------------- | --------------- |
| 1     | Peggy Beer (Berliner SC)                    | 6318            |
| 2     | Anke Behmer, geb. Vater (SC Neubrandenburg) | 6300            |
| 3     | Ines Krause (Chemnitzer SC)                 | 6035            |
| 4     | Beatrice Mau (Chemnitzer SC)                | 5933            |
| 5     | Birgit Gautzsch (Schweriner SC)             | 5900            |
| 6     | Anke Straschewski (LG Bayer Leverkusen)     | 5786            |
| 7     | Bettina Braag (LG Bayer Leverkusen)         | 5771            |
| 8     | Marion Zillwich (OSC Berlin)                | 5749            |

Datum: 25./26. Mai
fand in München statt

### Siebenkampf, Mannschaftswertung
| Platz | Verein, Besetzung                                                         | Leistung (Pkte) |
| ----- | ------------------------------------------------------------------------- | --------------- |
| 1     | LG Bayer Leverkusen (Anke Straschewski, Bettina Braag, Dagmar Federwisch) | 16.650          |
| 2     | OSC Berlin (Marion Zillwich, Micheline Borchert, Sylvana Finke)           | 16.144          |
| 3     | LG Nordwest Hamburg (Ute Niendorf, Claudia Liedtke, Birgit Maschler)      | 15.986          |
| 4     | LG Frankfurt (Clarissa Sagerer, Christina Schlosser, Andrea Sagerer)      | 14.531          |

Datum: 25./26. Mai
fand in München statt
nur 4 Mannschaften in der Wertung

### CrosslaufMittelstrecke –2000 m
| Platz | Athletin, Verein                       | Zeit (min) |
| ----- | -------------------------------------- | ---------- |
| 1     | Steffi Kallensee (Eintracht Frankfurt) | 6:43       |
| 2     | Claudia Metzner (BV Teutonia Lanstrop) | 6:49       |
| 3     | Petra Wassiluk (ASC Darmstadt)         | 6:53       |
| 4     | Ursula Starke (VfL Wolfsburg)          | 6:53       |
| 5     | Katja Steinmetz (USC Heidelberg)       | 6:58       |
| 6     | Meike Wirdemann (LG Wedel-Pinneberg)   | 7:00       |
| 7     | Sabine Leist (LG Frankfurt)            | 7:02       |
| 8     | Astrid Bartels (LG Wedel-Pinneberg)    | 7:03       |

Datum: 2. März
fand in Bad Harzburg statt

### CrosslaufMittelstrecke –2000 m, Mannschaftswertung
| Platz | Verein, Besetzung                                                       | Platzziffer |
| ----- | ----------------------------------------------------------------------- | ----------- |
| 1     | LG Wedel-Pinneberg (Meike Wirdemann, Astrid Bartels, Nicole Theophil)   | 029         |
| 2     | SCC Berlin I (Nicole Leistenschneider, Barth, Gipp)                     | 036         |
| 3     | Eintracht Frankfurt (Steffi Kallensee, Gabriele Huber, Martina Franke)  | 047         |
| 4     | FC Schalke 04 (Liesen Köllmann, Pütz)                                   | 078         |
| 5     | SCC Berlin II (Rebecca Rajenkowski, Angela Wilhelm, Reich)              | 079         |
| 6     | Post-SV Uelzen (Claudia Pesarra, Victoria Willcox-Heidner, Engelbrecht) | 088         |
| 7     | LAV Hamburg Nord (Schwaiger, Baumann, Kewitz)                           | 103         |
| 8     | Hamburger SV (Hamann, Kehrhan, I. Westphalen)                           | 113         |

Datum: 2. März
fand in Bad Harzburg statt

### CrosslaufLangstrecke –6000 m
| Platz | Athletin, Verein                          | Zeit (min) |
| ----- | ----------------------------------------- | ---------- |
| 1     | Christina Mai (LG Olympia Dortmund)       | 21:16      |
| 2     | Kerstin Preßler (Neuköllner Sportfreunde) | 21:29      |
| 3     | Claudia Borgschulze (LG Olympia Dortmund) | 21:33      |
| 4     | Tanja Kalinowski (ASV Köln)               | 21:46      |
| 5     | Andrea Fleischer (TuS Jena)               | 22:23      |
| 6     | Petra Liebertz (VfL Wolfsburg)            | 22:24      |
| 7     | Kerstin Herzberg (LBV Phönix Lübeck)      | 22:32      |
| 8     | Annabel Holtkamp (ASV Köln)               | 22:36      |

Datum: 2. März
fand in Bad Harzburg statt

### CrosslaufLangstrecke –6000 m, Mannschaftswertung
| Platz | Verein, Besetzung                                                                      | Platzziffer |
| ----- | -------------------------------------------------------------------------------------- | ----------- |
| 1     | LG Olympia Dortmund (Christina Mai, Claudia Borgschulze, Jutta Karsch)                 | 14          |
| 2     | ASV Köln (Tanja Kalinowski, Annabel Holtkamp, Ute Jenke)                               | 25          |
| 3     | LBV Phönix Lübeck (Kerstin Herzberg, Stefanie Hormann, Beate Burmester – geb. Schöler) | 51          |
| 4     | LAC Quelle Fürth/München (Gabriele Almannstötter, Klothilde Staab, Babl)               | 59          |
| 5     | ASC Darmstadt (Kerstin Streck, Ursula Wolf, Heinrich)                                  | 75          |
| 6     | LG Wedel-Pinneberg (Sietz, Kruska, Meske)                                              | 77          |
| 7     | LAV Bayer Uerdingen/Dormagen (Petra Sander, Redepenning, Hoffmann)                     | 88          |

Datum: 2. März
fand in Bad Harzburg statt
nur 7 Teams in der Wertung

### Berglauf
| Platz | Athletin, Verein                       | Zeit (min) |
| ----- | -------------------------------------- | ---------- |
| 1     | Barbara Guerike (Freiburger FC)        | 47:52      |
| 2     | Silke Welt (LC Offenbach)              | 48:19      |
| 3     | Sabine Forner (TV 1846 Isny)           | 50:14      |
| 4     | Ilona Möller (TSV Gera-Zwötzen)        | 51:19      |
| 5     | Elisabeth Nenninger (TSV Bad Nenndorf) | 51:39      |
| 6     | Brigitte Matt (LG Hohenfels)           | 51:59      |
| 7     | Andrea Wever (LC Menden)               | 52:07      |
| 8     | Sylvia Prior (TV 1846 Isny)            | 52:30      |

Datum: 22. September
fand in Oberstdorf im Schwarzwald statt

### Berglauf, Mannschaftswertung
| Platz | Verein, Besetzung                                                         | Zeit (h) |
| ----- | ------------------------------------------------------------------------- | -------- |
| 1     | TV 1846 Isny (Sabine Forner, Sylvia Prior, Bolsinger)                     | 2:37:56  |
| 2     | LAV Bayer Uerdingen/Dormagen (Petra Sander, Sigrid Altmeyer, Redepenning) | 2:41:23  |
| 3     | TSV Bad Nenndorf (Elisabeth Nenninger, Bauer, Weichselbaumer)             | 2:51:19  |
| 4     | TV Bad Mergentheim (Erika Herz, Karin Brenner, Silvia Schmieg)            | 2:54:19  |
| 5     | TSV Oberstdorf (Martina Kiesel, Conny Klaus, Anni Dold)                   | 2:54:24  |
| 6     | SG Rödental (Petra Giernoth, Brigitte Dressel, Birgit Weber)              | 2:57:26  |

Datum: 22. September
fand in Oberstdorf im Schwarzwald statt
Die Mannschaftswertung für Frauen stand erstmals auf dem Programm der Deutschen Meisterschaften, 6 Teams kamen komplett ins Ziel.

## Videolinks
- Deutsche Meisterschaften 10.000m 1991 - Jens Karraß, youtube.com, abgerufen am 23. April 2021
- Impressionen Diskuswurf Frauen DM 1991, youtube.com, abgerufen am 23. April 2021